# 키르쿠크주
키르쿠크주(아랍어: كركوك, 쿠르드어: Kerkûk)는 이라크 북부에 위치한 주로 주도는 키르쿠크이며 면적은 9,679km2, 인구는 848,000명(2003년 기준)이다. 북쪽으로는 아르빌주, 동쪽으로는 술라이마니야주, 남쪽과 남서쪽으로는 살라딘주와 접한다.
1976년부터 2006년까지는 타밈주(아랍어: التأمیم, 쿠르드어: Temîm)라는 이름으로 알려져 있었다. 타밈은 아랍어로 "국가 소유"를 뜻하는데 당시 이 곳에 석유와 천연 가스가 많이 매장되어 있었기 때문에 붙여진 이름이었다.